# Altanbulag
Altanbulag (t. Ałtan-Bułak, mong. Алтанбулаг, „złote źródło”) – miejscowość (do 1940 miasto) w północnej Mongolii, przy granicy z Rosją. W latach 1931–1946 stolica ajmaku, później utraciło ten status na rzecz Suche Bator.

## Historia
Początkowo miasto nosiło nazwę Dood Sziwee, Sziwee Kiachta, a także w języku chińskim 買賣城 Măimàichéng (Majmaczen). Jest to jednym z najstarszych miast w kraju, założonym w 1728 na szlaku karawan Pekin-Urga-Irkuck. Ponieważ był to główny szlak transportowy eksportu herbaty i innych luksusowych dóbr chińskich do Rosji, a w Altanbulag znajdował się chiński punkt graniczny i celny, to osada rozwijała się bardzo szybko. Regres nastąpił w połowie XIX wieku, gdy w związku z udostępnieniem Europejczykom nadbrzeżnych miast Chin (1842), a potem zbudowaniem Kanału Sueskiego znaczną część chińskiego handlu z Europą, a także z Rosją, skierowano drogą morską. Otwarcie kolei transsyberyjskiej na początku XX w. również spowodowało zwiększenie wymiany rosyjsko-chińskiej przez Mandżurię i spadek znaczenia trasy wiodącej przez Mongolię i Altanbulag. W 1921 roku komuniści sowieccy oraz mongolscy na czele z Suche Batorem opanowali miasto, wypierając z niego garnizon chiński, ustanowili rewolucyjny rząd i rozpoczęli stąd komunistyczną rewolucję w Mongolii. W 1925 powstała w Altanbulag niewielka garbarnia, będąca pierwszym zakładem przemysłowym zbudowanym w kraju po rewolucji, a dwa lata później zbudowano gorzelnię. W 1931 miasto zostało stolicą nowego ajmaku (początkowo o nazwie ajmak rolniczy, potem selengijski). 
Obecnie (stan na 2008) działa w Altanbulag drogowe przejście graniczne na granicy z Rosją, dostępne dla cudzoziemców. Jest też niewielkie muzeum regionalne. W Altanbulag została proklamowana swobodna strefa gospodarcza.